# Coupe caribéenne des nations 1993
Navigation
Édition précédente Édition suivante
La Shell Caribbean Cup 1993 est la onzième édition de la coupe de la Caraïbe. À l'issue de cette compétition, les deux finalistes sont qualifiés pour la Gold Cup 1993.

## Tour préliminaire
La Jamaïque (pays organisateur) et Trinidad et Tobago (tenant du titre) sont directement qualifiés pour la phase finale.

### Groupe 1:Sainte-LucieetSaint-Vincent-et-les-Grenadines
- Joué à Grenade :

| Rang | Équipe                          | Pts | J | G | N | P | Bp | Bc | Diff |  | Résultats                       |  |     |     |     |
| ---- | ------------------------------- | --- | - | - | - | - | -- | -- | ---- |  | ------------------------------- |  | --- | --- | --- |
| 1    | Sainte-Lucie                    | 6   | 3 | 3 | 0 | 0 | 6  | 2  | +4   |  | Sainte-Lucie                    |  | 1-0 | 1-0 | 4-2 |
| 2    | Saint-Vincent-et-les-Grenadines | 3   | 3 | 1 | 1 | 1 | 3  | 2  | +1   |  | Saint-Vincent-et-les-Grenadines |  |     | 1-1 | 2-0 |
| 3    | Grenade                         | 2   | 3 | 0 | 2 | 1 | 2  | 3  | -1   |  | Grenade                         |  |     |     | 1-1 |
| 4    | Dominique                       | 1   | 3 | 0 | 1 | 2 | 3  | 7  | -4   |  | Dominique                       |  |     |     |     |

- Saint-Vincent-et-les-Grenadines a obtenu une place en phase finale à la place du Surinam, le vainqueur du groupe 3 pour des raisons inconnues.

### Groupe 2:Porto Rico
- Joué à Georgetown au Guyana :

| Rang | Équipe       | Pts | J | G | N | P | Bp | Bc | Diff |  | Résultats    |  |     |     |     |
| ---- | ------------ | --- | - | - | - | - | -- | -- | ---- |  | ------------ |  | --- | --- | --- |
| 1    | Porto Rico   | 6   | 3 | 3 | 0 | 0 | 7  | 0  | +7   |  | Porto Rico   |  | 1-0 | 2-0 | 4-0 |
| 2    | Barbade      | 4   | 3 | 2 | 0 | 1 | 9  | 2  | +7   |  | Barbade      |  |     | 3-0 | 6-1 |
| 3    | Guyana       | 2   | 3 | 1 | 0 | 2 | 3  | 7  | -4   |  | Guyana       |  |     |     | 3-2 |
| 4    | Îles Caïmans | 0   | 3 | 0 | 0 | 3 | 3  | 13 | -10  |  | Îles Caïmans |  |     |     |     |

| 11 mars 1993 | Porto Rico    | 1 - 0 | Barbade | ? Georgetown, Guyana Spectateurs : Arbitre : |
|              | Danny Mueller |       |         |                                              |

| 11 mars 1993 | Guyana           | 3 - 2 | Îles Caïmans     | ? Georgetown, Guyana Spectateurs : Arbitre : |  |
|              | BUteurs inconnus |       | Buteurs inconnus |                                              |  |

| 12 mars 1993 | Porto Rico                 | 2 - 0 | Guyana | ? Georgetown, Guyana Spectateurs : Arbitre : |
|              | Danny Mueller Brian Conlon |       |        |                                              |

| 12 mars 1993 | Barbade                              | 6 - 1 | Îles Caïmans | ? Georgetown, Guyana Spectateurs : Arbitre : |
|              | Trevor Thorne (3) Tyrone White (2) ? |       |              |                                              |

| 14 mars 1993 | Porto Rico                   | 4 - 0 | Îles Caïmans | ? Georgetown, Guyana Spectateurs : Arbitre : |
|              | Brian Conlon (3) Mark Lugris |       |              |                                              |

| 14 mars 1993 | Barbade                        | 3 - 0 | Guyana | ? Georgetown, Guyana Spectateurs : Arbitre : |
|              | Tyrone White (2) Trevor Thorne |       |        |                                              |

### Groupe 3
| Rang | Équipe                         | Pts | J | G | N | P | Bp | Bc | Diff |
| ---- | ------------------------------ | --- | - | - | - | - | -- | -- | ---- |
|      | Suriname                       |     |   |   |   |   |    |    |      |
|      | Aruba forfait                  |     |   |   |   |   |    |    |      |
|      | Antilles néerlandaises forfait |     |   |   |   |   |    |    |      |

- Suriname est qualifié après les forfaits de  Aruba et des  Antilles néerlandaises, avant de laisser à son tour sa place à  Saint-Vincent-et-les-Grenadines, le deuxième du groupe 1, pour des raisons inconnues.

### Groupe 4:Sint Maarten
Joué à Anguilla du 4 au 6 avril 1993 :
| Rang | Équipe             | Pts | J | G | N | P | Bp | Bc | Diff |  | Résultats (▼ dom., ► ext.) |  |     |     |
| ---- | ------------------ | --- | - | - | - | - | -- | -- | ---- |  | -------------------------- |  | --- | --- |
| 1    | Sint Maarten       | 6   | 2 | 2 | 0 | 0 | 2  | 0  | +2   |  | Sint Maarten               |  | 1-0 | 1-0 |
| 2    | Antigua-et-Barbuda | 3   | 2 | 1 | 0 | 1 | 4  | 1  | +3   |  | Antigua-et-Barbuda         |  |     | 4-0 |
| 3    | Anguilla           | 0   | 2 | 0 | 0 | 2 | 0  | 5  | -5   |  | Anguilla                   |  |     |     |

### Groupe 5:Saint-Christophe-et-Niévès
Joué à Saint-Christophe-et-Niévès :
| Rang | Équipe                     | Pts | J | G | N | P | Bp | Bc | Diff |  | Résultats (▼ dom., ► ext.) |  |     |     |
| ---- | -------------------------- | --- | - | - | - | - | -- | -- | ---- |  | -------------------------- |  | --- | --- |
| 1    | Saint-Christophe-et-Niévès | 4   | 2 | 1 | 1 | 0 | 7  | 3  | +4   |  | Saint-Christophe-et-Niévès |  | 2-2 | 5-1 |
| 2    | République dominicaine     | 4   | 2 | 1 | 1 | 0 | 5  | 3  | +2   |  | République dominicaine     |  |     | 3-1 |
| 3    | Îles Vierges britanniques  | 0   | 2 | 0 | 0 | 2 | 2  | 8  | -6   |  | Îles Vierges britanniques  |  |     |     |

### Groupe 6:Martinique
| Rang | Équipe     | Pts | J | G | N | P | Bp | Bc | Diff |  | Résultats (▼ dom., ► ext.) |  |     |     |
| ---- | ---------- | --- | - | - | - | - | -- | -- | ---- |  | -------------------------- |  | --- | --- |
| 1    | Martinique | 6   | 2 | 2 | 0 | 0 | 6  | 2  | +4   |  | Martinique                 |  | 2-1 | 4-1 |
| 2    | Guyane     | 3   | 2 | 1 | 0 | 1 | 3  | 3  | 0    |  | Guyane                     |  |     | 2-1 |
| 3    | Guadeloupe | 0   | 2 | 0 | 0 | 2 | 2  | 6  | -4   |  | Guadeloupe                 |  |     |     |

## Phase finale
Jouée en Jamaïque

### Groupe A
|   | Équipe                     | Pts | J | G | N | P | BP | BC | Diff |
| - | -------------------------- | --- | - | - | - | - | -- | -- | ---- |
| 1 | Jamaïque                   | 6   | 3 | 3 | 0 | 0 | 7  | 1  | +6   |
| 2 | Saint-Christophe-et-Niévès | 3   | 3 | 1 | 1 | 1 | 4  | 6  | -2   |
| 3 | Porto Rico                 | 2   | 3 | 1 | 0 | 2 | 3  | 2  | +1   |
| 4 | Sint Maarten               | 1   | 3 | 0 | 1 | 2 | 2  | 7  | -5   |

| 21 mai | Jamaïque                   | 4 | 1 | Saint-Christophe-et-Niévès |
|        | Porto Rico                 | 3 | 0 | Sint Maarten               |
| 23 mai | Jamaïque                   | 2 | 0 | Sint Maarten               |
|        | Saint-Christophe-et-Niévès | 1 | 0 | Porto Rico                 |
| 25 mai | Saint-Christophe-et-Niévès | 2 | 2 | Sint Maarten               |
|        | Jamaïque                   | 1 | 0 | Porto Rico                 |

### Groupe B
|   | Équipe                          | Pts | J | G | N | P | BP | BC | Diff |
| - | ------------------------------- | --- | - | - | - | - | -- | -- | ---- |
| 1 | Martinique                      | 6   | 3 | 3 | 0 | 0 | 8  | 2  | +6   |
| 2 | Trinité-et-Tobago               | 3   | 3 | 1 | 1 | 1 | 7  | 5  | +2   |
| 3 | Saint-Vincent-et-les-Grenadines | 2   | 3 | 1 | 0 | 2 | 5  | 8  | -3   |
| 4 | Sainte-Lucie                    | 1   | 3 | 0 | 1 | 2 | 2  | 7  | -5   |

| 21 mai | Martinique                      | 2 | 0 | Sainte-Lucie                    |
|        | Trinité-et-Tobago               | 4 | 1 | Saint-Vincent-et-les-Grenadines |
| 23 mai | Martinique                      | 3 | 0 | Saint-Vincent-et-les-Grenadines |
|        | Trinité-et-Tobago               | 1 | 1 | Sainte-Lucie                    |
| 25 mai | Saint-Vincent-et-les-Grenadines | 4 | 1 | Sainte-Lucie                    |
|        | Martinique                      | 3 | 2 | Trinité-et-Tobago               |

### Demi-finales
| 28 mai 1993 | Jamaïque                          | 3 - 0 | Trinité-et-Tobago | Independence Park, Kingston |
|             | Davis 19e · Anglin 60e · Reid 89e |       |                   |                             |

| 28 mai 1993 | Martinique        | 1 - 1 a. p. | Saint-Christophe-et-Niévès | Jarrett Park, Montego Bay |  |
|             | Modestin 18e      |             | Huggins 89e                |                           |  |
|             | Tirs au but 4 - 3 |             |                            |                           |  |

### Match pour la troisième place
| 30 mai 1993 | Trinité-et-Tobago                           | 3 - 2 | Saint-Christophe-et-Niévès | Independence Park, Kingston |  |
|             | Felician 23e · Hutchinson 54e · Dwarika 63e |       | Riley 34e · Huggins 75e    |                             |  |

### Finale
| 30 mai 1993 | Martinique        | 0 - 0 a. p. | Jamaïque | Independence Park, Kingston |  |
|             |                   |             |          |                             |  |
|             | Tirs au but 6 - 5 |             |          |                             |  |

 Martinique et  Jamaïque sont qualifiés pour la Gold Cup 1993.
| Vainqueur de la Coupe caribéenne des nations 1993: Martinique Premier titre |